# サンチャゴに雨が降る
『サンチャゴに雨が降る』（Il pleut sur Santiago）は、1975年制作のフランス・ブルガリア合作映画。
1973年9月11日早朝のチリ・クーデターの発生から首都サンチャゴを中心にした各地の市街戦、軍事評議会による権力掌握を経て、詩人パブロ・ネルーダの葬儀にいたる10数日間の出来事の描写を軸に、並行して、登場人物の一人である外国人記者の回想という形で、サルバドール・アジェンデの大統領当選からクーデターに至る流れが描かれる。

## スタッフ
- 監督・脚本：エルヴィオ・ソトー（スペイン語版）
- 音楽：アストル・ピアソラ

## キャスト
- ジャン＝ルイ・トランティニャン - 上院議員
- ローラン・テルジェフ（フランス語版） - カルベ特派員
- アニー・ジラルド - マリア・オリバレス
- ビビ・アンデショーン - モニク（カルベの妻）
- ベルナール・フレッソン（フランス語版） - ブスコビッチ経済相
- リカルド・クッチョーラ（イタリア語版） - アウグスト・オリバレス報道官
- ニコール・カルファン（フランス語版） - イザベル・アジェンデ（アジェンデ大統領の娘）
- モーリス・ガレル（フランス語版） - ホルヘ・ゴンザレス（労働組合指導者）
- ジョン・アビー（英語版） - アメリカ人支配人
- パトリシア・ガズマン - 女子大生
- セルジュ・マルカン - リー将軍
- アンリ・ポワリエ（フランス語版） - アウグスト・ピノチェト将軍
- ディミテル・ゲラシモフ - フォーク歌手
- ナイチョ・ペトロフ - サルバドール・アジェンデ大統領

## 映像ソフト化
日本では1976年に劇場公開され、1980年代に『特攻要塞都市』の邦題でVHSビデオが発売された。2012年9月には、スティングレイ社から劇場公開時の邦題『サンチャゴに雨が降る』でDVDが発売されている。
なお、『特攻要塞都市』の題で発売された際のパッケージにはアメリカのM1エイブラムス戦車とM551シェリダン軽戦車の写真が使用されているが、このジャケット画は映画本編とは何の関係もなく、作中にそれらの戦車が登場するわけでもない。『サンチャゴに雨が降る』の題名で発売されたDVDのパッケージは劇中のカットを用いたものであるが、これも合成によって本編には存在しない画像が作られて使用されている。この映画の翻訳は当時日本放送協会（国際局欧米部フランス語班）に在籍し、青山学院大学、明治学院大学、文化学院にてフランス語の講師でもあった江澤昭氏である。

## その他
- 劇中、アジェンデ支持派の活動家・市民が収容された体育館の中で、革命歌「ベンセレーモス」を歌って仲間を励まそうとした青年がクーデター派の将兵に撲殺されるシーンがあり、明示されていないが、同様の状況で殺害された歌手ビクトル・ハラのエピソードにヒントを得ていると思われる。
- 軍隊の登場するシーン、及び戦闘シーンの殆どはブルガリアで撮影されたため、戦車、自動小銃等を始めとした兵器はロケ先のブルガリア軍の保有するものが使われており、ブルガリア軍の兵士がエキストラとして多数出演している。戦車は実際にチリ軍が装備していたものに似せるため、ブルガリア軍のT-34戦車をM41軽戦車に見えるように改造して使用された。
- なお、本作の戦闘シーンは、1978年の日本映画『皇帝のいない八月』にて、山本圭演じる登場人物が過去に遭遇したというチリ・クーデターを回想するシーンで借用されている。